# ريك ريوردان
ريك ريوردان (بالإنجليزية: Rick Riordan)‏‏ (5 يونيو 1964 في سان أنطونيو - )؛ كاتب، وروائي، ومدرس، وكاتب للأطفال من الولايات المتحدة.

## الجوائز
- جائزة إدغار

## روابط خارجية
- ريك ريوردان على موقع IMDb (الإنجليزية)
- ريك ريوردان على موقع الموسوعة البريطانية (الإنجليزية)
- ريك ريوردان على موقع مونزينجر (الألمانية)
- ريك ريوردان على موقع ميوزك برينز (الإنجليزية)
- ريك ريوردان على موقع قاعدة بيانات الفيلم (الإنجليزية)